# Kanton Courson-les-Carrières
Kanton Courson-les-Carrières is een voormalig kanton van het Franse departement Yonne. Het kanton maakte deel uit van het arrondissement Auxerre tot het op 22 maart 2015 werd opgeheven en de gemeenten werden opgenomen in het op die dag opgerichte kanton Vincelles.

## Gemeenten
Het kanton Courson-les-Carrières omvatte de volgende gemeenten:
- Courson-les-Carrières (hoofdplaats)
- Druyes-les-Belles-Fontaines
- Fontenailles
- Fouronnes
- Lain
- Merry-Sec
- Molesmes
- Mouffy
- Ouanne
- Sementron
- Taingy